# Archaehierax sylvestris
Achaehierax sylvestris, ou "antigo falcão da floresta", é a águia conhecida até então mais antiga da Austrália, que viveu há 25 milhões de anos, no Oligoceno.

## Descrição
Os ossos fósseis revelam que as asas de Archaehierax eram curtas para seu tamanho, muito parecidas com as espécies de águias que vivem na floresta hoje; entretanto, suas pernas, em contraste, eram relativamente longas.